# Församlingsföreståndare
Församlingsföreståndare är en titel som används för den person som formellt är andlig ledare i en kristen församling.  
I regel är församlingsföreståndaren pastor som Biskopen utsett att leda församlingen men det finns exempel på små församlingar utan anställd pastor där forsamlingsföreståndarrollen kan överlämnas till distriktsföreståndare som också utnämns av Biskopen.  
Som huvudregel ska församlingsföreståndare leva ett hedervärt liv och ha förmåga att fullgöra sina skyldigheter enligt lagen. Föreståndare måste utföra sina uppgifter under samma ansvar som offentliga tjänstemän och kan vägras ytterligare tjänstgöring av biskopen om han eller hon försummar sina uppgifter.
Termen förekommer inte i Svenska kyrkan, där motsvarigheten är kyrkoherde.

### Fotnoter
1. ↑  ”Kyrkor i Sverige”. Svenska kyrkan. Arkiverad från originalet den 3 december 2008. https://web.archive.org/web/20081203033928/http://www.svenskakyrkan.se/biskopsmoten/brev011/det_heliga_rummet-04.htm. Läst 18 november 2015.